# Rodzina Treflików
Rodzina Treflików – polski serial animowany dla dzieci zrealizowany w KAZStudio (dawniej Studio Trefl) w Trójmieście. To pierwsza produkcja w Polsce wykonana w technice lalkowej z wykorzystaniem druku 3D. Jego pomysłodawcą jest założyciel studia – Kazimierz Wierzbicki.
„Rodzina Treflików” to animacja dedykowana dzieciom w wieku od 3 do 6 lat. Jej reżyserem jest Marek Skrobecki, będący współtwórcą oscarowego filmu „Piotruś i wilk”, który w 2007 triumfował w kategorii „Najlepszy Krótkometrażowy Film Animowany”.
Premiera pierwszej serii serialu miała miejsce w TVP ABC 1 czerwca 2016. Premiera drugiej serii odbyła się w styczniu 2017, trzeciej – w grudniu 2017, a czwartej rok później. Każda seria składa się z trzynastu ok. 8-minutowych odcinków. Wideoklip „Trefliki” do piosenki tytułowej animacji (reżyseria: Marek Skrobecki, wykonanie: Natalia Kukulska) zdobył tytuł najlepszego wideoklipu dla dzieci w ramach Yach Film Festiwal 2016. Odcinek „Morele” z IV sezonu serialu otrzymał Srebrny Tobołek Koziołka Matołka podczas 7. Ogólnopolskiego Festiwalu Animacji O!PLA.

## Opis fabuły i postaci
Rozśpiewane i roztańczone Trefliki w każdym odcinku zapraszają młodego widza na nową przygodę do świata wyobraźni. Ta pozornie zwyczajna rodzina mieszka w małym domku, do którego pewnego dnia przybywa tajemniczy gość – Mały Wujcio. Ma on magiczne moce i pozostaje niewidoczny dla dorosłych. Od tego czasu towarzyszy on dzieciom – 6-letniej Treflince i 4-letniemu Treflikowi, ale też w tajemnicy wspiera Mamę i Tatę. Zabiera małych bohaterów do odległych, tajemniczych krain, jednocześnie pomagając zrozumieć otaczający ich na co dzień świat. Rodzinę Treflików często odwiedzają krewni i znajomi, z których wielu to bardzo intrygujące persony! Wśród nich są Babcia i Dziadek, Ciocia, Pan Jareczek, sąsiad Robobot, a nawet Król i Królowa. Serial przepełniony jest pozytywną energią i zapoznaje dzieci z takimi zagadnieniami jak przyjaźń, szacunek, szczerość i tolerancja.

## Obsada
Głosów postaciom użyczyli m.in.:
- Treflinka – Joanna Jabłczyńska
- Treflik – Karolina Trębacz-Mazurkiewicz
- Mama – Dorota Kawęcka (I seria), Magdalena Różczka (II – V seria)
- Tata – Jarosław Boberek
- Ciotka – Krystyna Tkacz
- Mały Wujcio – Cezary Kwieciński
- Prince Kong – Maciej Zakościelny
- Duży Wujcio – Grzegorz Pawlak

Piosenkę tytułową zaśpiewała Natalia Kukulska.

## Technika[5]
Serial jest wykonany w całości w technice animacji lalkowej. To tradycyjna forma animacji wymagająca wykonania 25 zdjęć na sekundę filmu. Do każdego zdjęcia animator delikatnie zmienia ustawienie lalki. Przy produkcji „Rodziny Treflików” po raz pierwszy w Polsce wykorzystano na dużą skalę druk 3D. Wydrukowane zostały głowy postaci z wymiennymi pyszczkami, ale także liczne rekwizyty, a nawet elementy stroju (np. buciki).

## I sezon
| Nr | Tytuł odcinka       | Opis fabuły odcinka | Piosenki w odcinku |
| -- | ------------------- | --- | --- |
| 1  | Tęcza               | Dzień nie zapowiada się dobrze. Za oknem deszcz, wszyscy nudzą się w domu. Niespodziewanie w pokoju dziecięcym pojawia się Mały Wujcio i inspiruje dzieci do twórczych zabaw, które przy okazji odciążą mamę w sprzątaniu!                                                              | Pada deszcz tekst: Piotr Dumała, muzyka: Andrzej Krauze, wykonanie: Jarosław Boberek (Tata), Joanna Jabłczyńska (Treflinka), Karolina Trębacz-Mazurkiewicz (Treflik) Tęcza tekst: Piotr Dumała, muzyka: Andrzej Krauze, wykonanie: Jarosław Boberek (Tata), Joanna Jabłczyńska (Treflinka), Karolina Trębacz-Mazurkiewicz (Treflik) |
| 2  | Kołysanka           | Trefliki szykują się do snu, ale nie mogą zasnąć, bo rozmyślają o tym, co nocą porabia Mały Wujcio. Wujcio pojawia się więc u Treflika w pokoju i zabiera dzieci na nocną wycieczkę do magicznej krainy. Niektórzy jej mieszkańcy też mają dziś problem z zaśnięciem.                   | Wujcio tekst: Piotr Dumała, muzyka: Andrzej Krauze, wykonanie: Cezary Kwieciński (Mały Wujcio), Joanna Jabłczyńska (Treflinka), Karolina Trębacz-Mazurkiewicz (Treflik) Kołysanka tekst: Piotr Dumała, muzyka: Andrzej Krauze, wykonanie: Joanna Jabłczyńska (Treflinka), Cezary Kwieciński (Mały Wujcio), Karolina Trębacz-Mazurkiewicz (Treflik) |
| 3  | Drzewko             | Rodzina Treflików wspólnie sadzi drzewko w ogródku. Tymczasem Treflinka ma problem z Gondusiem, który uderzył ją piłką i uciekł zamiast przeprosić. Mały Wujcio namawia ją, żeby porozmawiała o tym z chłopcem.                                                                         | Pan Jareczek tekst: Piotr Dumała, muzyka: Andrzej Krauze, wykonanie: Sasza Reznikow (Pan Jareczek) Drzewko tekst: Piotr Dumała, muzyka: Andrzej Krauze, wykonanie: Sasza Reznikow (Pan Jareczek), Joanna Jabłczyńska (Treflinka), Karolina Trębacz-Mazurkiewicz (Treflik), Aleksandra Meller – Ostrowska (Gonduś), Jarosław Boberek (Tata) |
| 4  | Król i Królowa      | Treflikowi nie dopisuje apetyt. Mimo namów nie chce jeść naleśników przyrządzonych przez Babcię. Zamiast jeść woli bawić się wiatraczkiem, przez co ląduje na szafie, z której boi się zejść. Jego zdanie zmienia dopiero wizyta królewskiej pary.                                      | Trefliku, Trefliku tekst: Piotr Dumała, muzyka: Andrzej Krauze, wykonanie: Agnieszka Babicz-Stasiorowska (Babcia), Sasza Reznikow (Dziadek) Naleśniki tekst: Piotr Dumała, muzyka: Andrzej Krauze, wykonanie: Joanna Jabłczyńska (Treflinka), Karolina Trębacz-Mazurkiewicz (Treflik), Andrzej Śledź (Król), Agnieszka Babicz-Stasiorowska (Babcia), Magdalena Smug-Wolak (Królowa), Sasza Reznikow (Dziadek)                                                                                   |
| 5  | Urodziny Treflika   | Treflik ma urodziny, chce je spędzić w towarzystwie wszystkich przyjaciół, ale ci spóźniają się na przyjęcie. Na miejscu jest tylko Ciotka, która wyjada wszystkie słodycze przygotowane dla gości. Ciotka okazuje się czarownicą i porywa tort urodzinowy.                             | Urodziny tekst: Piotr Dumała, muzyka: Andrzej Krauze, wykonanie: Karolina Trębacz-Mazurkiewicz (Treflik), Joanna Jabłczyńska (Treflinka), Sasza Reznikow (Dziadek), Agnieszka Babicz-Stasiorowska (Babcia) Ciotka na miotle tekst: Piotr Dumała, muzyka: Andrzej Krauze, wykonanie: Krystyna Tkacz (Ciotka), Joanna Jabłczyńska (Treflinka), Karolina Trębacz-Mazurkiewicz (Treflik), Agnieszka Babicz-Stasierowska (Babcia), Aleksandra Meller-Ostrowska (Gonduś), Tomasz Gregor (Funio/Funia) |
| 6  | Żywa woda           | Treflinka źle się czuje. Treflik chce pomóc siostrze. Od Małego Wujcia dowiaduje się o istnieniu magicznej żywej wody, która może uzdrowić Treflinkę. Wyrusza więc na wyprawę w jej poszukiwaniu.                                                                                       | Zaklęcie tekst: Piotr Dumała, muzyka: Andrzej Krauze, wykonanie: Cezary Kwieciński (Mały Wujcio), Karolina Trębacz-Mazurkiewicz (Treflik) Opuszczamy już ten kraj tekst: Piotr Dumała, muzyka: Andrzej Krauze, wykonanie: Cezary Kwieciński (Mały Wujcio), Karolina Trębacz-Mazurkiewicz (Treflik), Tomasz Gregor (Ptaszek) |
| 7  | Nowy sąsiad         | Rodzina Treflików ma nowego sąsiada, więc zaprasza go na obiad. Najbardziej z obecności gościa cieszy się Tatuś, któremu od dawna marzy się przyjaciel. Na szczęście okazuje się, że świetnie się dogadują.                                                                             | Przyjaciel tekst: Piotr Dumała, muzyka: Andrzej Krauze, wykonanie: Jarosław Boberek (Tata) Robobot tekst: Piotr Dumała, muzyka: Andrzej Krauze, wykonanie: Tomasz Gregor (Robobot), Jarosław Boberek (Tata), Joanna Jabłczyńska (Treflinka), Karolina Trębacz-Mazurkiewicz (Treflik) |
| 8  | Domek w domku       | Treflik i Treflinka znajdują wielkie pudło, z którego postanawiają zrobić domek do zabawy. Gdy domek jest już gotowy pojawia się Mały Wujcio i sprawia, że budowla rośnie, dzięki czemu można w niej zorganizować wspaniałą zabawę dla wszystkich przyjaciół.                           | Zbudujemy domek tekst: Piotr Dumała, muzyka: Andrzej Krauze, wykonanie: Joanna Jabłczyńska (Treflinka), Karolina Trębacz-Mazurkiewicz (Treflik) W naszym małym domku tekst: Piotr Dumała, muzyka: Andrzej Krauze, wykonanie: Joanna Jabłczyńska (Treflinka), Karolina Trębacz-Mazurkiewicz (Treflik), Jarosław Boberek (Tata), Aleksandra Meller-Ostrowska (Gonduś), Sasza Reznikow (Pan Jareczek), Agnieszka Babicz-Stasierowska, Tomasz Gregor (Funio/Funia)                                  |
| 9  | Treflik królem      | Treflik znajduje koronę i ogłasza się królem. Zaczyna się zachowywać z wyższością wobec innych domowników i przyjaciół. Nie spodziewa się jednak, że tak ważna pozycja wiąże się także z obowiązkami.                                                                                   | Królem jestem tekst: Piotr Dumała, muzyka: Andrzej Krauze, wykonanie: Karolina Trębacz-Mazurkiewicz (Treflik), Jarosław Boberek (Tata), Joanna Jabłczyńska (Treflinka) Być królem tekst: Piotr Dumała, muzyka: Andrzej Krauze, wykonanie: Karolina Trębacz-Mazurkiewicz (Treflik) |
| 10 | Buty                | Treflinka dostaje od Tatusia nowe buciki. Ciotka stara się zniechęcić do nich Treflinkę, by ta oddała jej nowe pantofelki. Treflinka poddając się wpływowi Ciotki skarży się Małemu Wujciowi, że jej nowe buty są zbyt nudne. Mały Wujcio obdarowuje ją więc parą magicznych trzewików. | Czarodziejskie buty tekst: Piotr Dumała, muzyka: Andrzej Krauze, wykonanie: Krystyna Tkacz (Ciotka) But cud tekst: Piotr Dumała, muzyka: Andrzej Krauze, wykonanie: Krystyna Tkacz (Ciotka) |
| 11 | Szczęśliwa rodzinka | Zwykły dzień rodziny Treflików mija na wspólnych zajęciach, ale czasem każdy musi mieć chwilę dla siebie. Na koniec dnia można przecież porozmawiać o tym, co każdy z członków rodziny robił w ciągu dnia.                                                                              | Szczęśliwa rodzina tekst: Piotr Dumała, muzyka: Andrzej Krauze, wykonanie: Joanna Jabłczyńska (Treflinka), Karolina Trębacz-Mazurkiewicz (Treflik), Jarosław Boberek (Tata), Cezary Kwieciński (Mały Wujcio) Rodzinka Treflików tekst: Piotr Dumała, muzyka: Andrzej Krauze, wykonanie: Cezary Kwieciński (Mały Wujcio) |
| 12 | Z wizytą u Cioci    | Treflinka marzy o zwierzątku. Postanawia się więc zaopiekować pajączkiem, który uplótł sieć w oknie jej pokoju. Tymczasem cała rodzina odwiedza Ciotkę, u której w domu roi się od zwierząt. Jedno z nich akurat poszukuje nowego domu.                                                 | Pajączek tekst: Piotr Dumała, muzyka: Andrzej Krauze, wykonanie: Joanna Jabłczyńska (Treflinka) Zwierzątko tekst: Piotr Dumała, muzyka: Andrzej Krauze, wykonanie: Joanna Jabłczyńska (Treflinka), Karolina Trębacz-Mazurkiewicz (Treflik), Krystyna Tkacz (Ciotka) |
| 13 | Babski wieczór      | Mama, Babcia, Treflinka i Ciotka postanawiają zorganizować przyjęcie w babskim gronie. Spotkanie przerywa niespodziewany gość – do pokoju wlatuje nietoperz. | Babski wieczór tekst: Piotr Dumała, muzyka: Andrzej Krauze, wykonanie: Joanna Jabłczyńska (Treflinka), Krystyna Tkacz (Ciotka), Agnieszka Babicz-Stasiorowska (Babcia) Złapać nietoperza tekst: Piotr Dumała, muzyka: Andrzej Krauze, wykonanie: Joanna Jabłczyńska (Treflinka), Krystyna Tkacz (Ciotka), Agnieszka Babicz-Stasiorowska (Babcia) |

## II sezon
| Lp. | Tytuł odcinka     | Opis fabuły odcinka | Piosenki w odcinku |
| --- | ----------------- | --- | --- |
| 1   | Serce Robobota    | Treflinka i Treflik odwiedzają Pana Robobota, który zdradza dzieciom swoje najskrytsze marzenie, chciałby mieć serce. Dzieci starają się to marzenie spełnić, pomaga im w tym Mały Wujcio. Pan Robobot, dostaje od dzieci prezent i zaczyna odczuwać. Jest wzruszony i szczęśliwy. Wygląda na to, że miłość zmienia wszystko. | "Druty moje druty" muzyka: Andrzej Krauze, słowa: Piotr Dumała, wykonanie: Tomasz Gregor, Maria Kozłów-Ratke – skrzypce, Karolina Krauze – akordeon „Serce Robobota” muzyka: Andrzej Krauze, słowa: Piotr Dumała, wykonanie: Tomasz Gregor, Maria Kozłów-Ratke – skrzypce, Karolina Krauze – akordeon, Andrzej Krauze – gitara klasyczna |
| 2   | Kot               | Rodzeństwo Treflików bawi się z Kotkiem, ale zabawę przerywa Mamusia. Jest ważna sprawa do załatwienia. Rodzina czeka na wizytę ważnego gościa, przygotowania pochłaniają wszystkich członków rodziny. Kot Rudolf jest obrażony, czuje, że dotknęła go niesprawiedliwość. Ważny gość, docenia przygotowania, ale wybiera zwykłą ławkę. Do salonu wchodzi Rudolf i sądzi, że to co widzi jest przygotowane dla niego. Czuje się doceniony. | "Kot" muzyka: Andrzej Krauze, słowa: Piotr Dumała, wykonanie: Kamil Pękala, Maria Kozłów-Ratke – skrzypce, Eleonora Saayman – wiolonczela „Król” muzyka: Andrzej Krauze, słowa: Piotr Dumała, wykonanie: Andrzej Śledź |
| 3   | Kura              | Pod dach rodziny Treflików, trafia zabłąkana Kura. Ma w koszyczku tajemnicze zawiniątko. Jest trochę wystraszona, powoli nabiera zaufania do prawie wszystkich członków rodziny. Prawie wszystkich, z wyjątkiem Kota Rudolfa, ale ich relacje zmieniają się pod wpływem Małego Wujcia. Cała rodzina ustala nowe święto na cześć Kury i jeden bezmięsny dzień.                                                                             | „Kura” muzyka: Andrzej Krauze, słowa: Piotr Dumała, wykonanie: Anita Rywalska-Sosnowska, Karolina Krauze – tuba „Dzień kury” muzyka: Andrzej Krauze, słowa: Piotr Dumała, wykonanie: Magdalena Różczka, Jarosław Boberek, Kamil Pękala, Anita Rywalska-Sosnowska, Adam Zagrodzki – perkusja, Robert Słucki – gitara elektryczna |
| 4   | Zdrowy Tatuś      | Tatuś Treflik źle się czuje, wszyscy domownicy starają się, by jak najszybciej doszedł do siebie. Każdy przy tym wykorzystuje znane mu sposoby na „wygonienie” choroby. Pod wpływem troski bliskich i sposobów jakimi walczą z chorobą Tatuś odzyskuje zdrowie i docenia troskliwość klanu. | "Tatuś chory" muzyka: Andrzej Krauze, słowa: Piotr Dumała, wykonanie: Joanna Jabłczyńska, Eleonora Saayman – wiolonczela „Kwasidło” muzyka: Andrzej Krauze, słowa: Piotr Dumała, wykonanie: Karolina Trębacz-Mazurkiewicz, Joanna Jabłczyńska, Cezary Kwieciński, Karolina Krauze – tuba „Kochany Tatuś” muzyka: Andrzej Krauze, słowa: Piotr Dumała, wykonanie: Karolina Trębacz-Mazurkiewicz, Joanna Jabłczyńska, Jarosław Boberek, Cezary Kwieciński, Agnieszka Babicz, Sasza Reznikow, Krystyna Tkacz, Kamil Pękala |
| 5   | Jajko             | Okazało się, że tajemnicze zawiniątko należące do Pani Kury, to jej jajko. Kura podejrzewa, że zniknęło przy udziale Kota Rudolfa. Kot Rudolf czuje się pokrzywdzony tym podejrzeniem. Wszyscy domownicy starają się odnaleźć zgubę. Znajdują różne zaginione wcześniej przedmioty. Kura coraz smutniejsza z powodu straty, ale wtedy do akcji wkracza Tatuś. Wszystko, choć zaskakująco, dobrze się kończy.                              | „Cip Cip” muzyka: Andrzej Krauze, słowa: Piotr Dumała, wykonanie: Karolina Trębacz-Mazurkiewicz, Joanna Jabłczyńska, Anita Rywalska-Sosnowska, Maria Kozłów Ratke – skrzypce, Eleonora Saayman – wiolonczela „Zgubić coś” muzyka: Andrzej Krauze, słowa: Piotr Dumała, wykonanie: Karolina Trębacz-Mazurkiewicz, Joanna Jabłczyńska, Magdalena Różczka, Cezary Kwieciński, Sasza Reznikow, Anita Rywalska-Sosnowska, Robert Słucki – gitara akustyczna, Karolina Krauze – akordeon                                      |
| 6   | Sobowtóry         | Dzieci razem z Panią Kurą, Kotem Rudolfem i Małym Wujciem wybierają się do Cioci. Ciocia ma urodziny i jest w trakcie przygotowań do przyjęcia. To co dzieci widzą przez okno bardzo ich dziwi. Okazuje się, że czary Cioci wymknęły się spod kontroli. Treflik trochę się boi. Wszystko dobrze się kończy, dzieci pomagają Cioci w przygotowaniu imprezy.                                                                                | „Sobowtóry” muzyka: Andrzej Krauze, słowa: Piotr Dumała, wykonanie: Krystyna Tkacz, Lucjan Sierpowicz – trąbka „Urodziny ciotki” muzyka: Andrzej Krauze, słowa: Piotr Dumała, wykonanie: Krystyna Tkacz, Lucjan Sierpowicz – trąbka |
| 7   | Zaginiony Treflik | Treflinka pokłóciła się z Treflikiem. Treflik się obraził i gdzieś zniknął. Zaniepokojona Treflinka razem z rodzicami, Małym Wujciem, Kotem Rudolfem i Ciotką szuka braciszka. Wszyscy odczuwają ulgę, kiedy w końcu odnajdują „zgubę”. Treflik postanawia, że już nie będzie się sam oddalał, a Treflinka dodaje, że nie będą się już kłócić.                                                                                            | "Pokłóciliśmy się o nic" muzyka: Andrzej Krauze, słowa: Piotr Dumała, wykonanie: Joanna Jabłczyńska, Maria Kozłów-Ratke – skrzypce, Eleonora Saayman – wiolonczela „Treflik odnaleziony” muzyka: Andrzej Krauze, słowa: Piotr Dumała, wykonanie: Karolina Trębacz-Mazurkiewicz, Joanna Jabłczyńska, Magdalena Różczka, Jarosław Boberek, Krystyna Tkacz, Kamil Pękala, Lucjan Sierpowicz – trąbka |
| 8   | Huśtawka          | Treflinka i Treflik huśtają się na placu zabaw. Do zabawy dołącza Prince Kong. Jest dużo większy i silniejszy od dzieci co nie zawsze ma pozytywne skutki. Początkowo Treflik zazdrości siły Prince Kongowi i też chce być duży, prosi o pomoc Małego Wujcia. Splot wydarzeń skłania Treflika do refleksji i postanawia jednak zostać swoich rozmiarów.                                                                                   | "Treflik mały" muzyka: Andrzej Krauze, słowa: Piotr Dumała, wykonanie: Karolina Trębacz-Mazurkiewicz, Eleonora Saaymann – wiolonczela „King Kong” muzyka: Andrzej Krauze, słowa: Piotr Dumała, wykonanie: Maciej Zakościelny, Adam Zagrodzki – perkusja, Tomasz Imienowski – bas, Piotr Augustynowicz – gitara, Marek Skrobecki – harmonijka |
| 9   | Pasja Treflinki   | Treflinka chce z kimś podzielić się swoją pasją, ale wszyscy są zajęci swoimi sprawami. Nawet Mały Wujcio odmawia wspólnego tańca, za to dzieli się z dziewczynką sposobem na znalezienie towarzystwa do wygibasów. W końcu udaje się potańczyć całą gromadą na podwórku Treflków. Do tańca przygrywa narodzona z pasji do wynalazków maszyna konstrukcji Tatusia.                                                                        | „Pasja Treflinki” muzyka: Andrzej Krauze, słowa: Piotr Dumała, wykonanie: Joanna Jabłczyńska, Michał Drabczyk – gitara elektryczna i akustyczna „Jaro śpiewa” muzyka: Andrzej Krauze, słowa: Piotr Dumała, wykonanie: Karolina Trębacz-Mazurkiewicz, Joanna Jabłczyńska, Sasza Reznikow, Michał Drabczyk – gitara elektryczna i akustyczna, Maria Kozłów-Ratke – skrzypce |
| 10  | Na tropie skarbu  | Treflik dostał mapę skarbu od Małego Wujcia. Do poszukiwań dołącza Treflinka. Dzieci szukając złotego runa przeżywają przygody. Kiedy muszą stanąć przed wyborem okazuje się, że dobra zabawa z przyjaciółmi jest lepsza od enigmatycznego skarbu. W tym odcinku zyskują nowego przyjaciela Misia Zdzisia. | „Na tropie skarbów” muzyka: Andrzej Krauze, słowa: Piotr Dumała, wykonanie: Karolina Trębacz-Mazurkiewicz, Joanna Jabłczyńska, Lucjan Sierpowicz – trąbka, Karolina Krauze – tuba „Czyje jajko” muzyka: Andrzej Krauze, słowa: Piotr Dumała, wykonanie: Karolina Trębacz-Mazurkiewicz, Joanna Jabłczyńska, Magdalena Różczka, Jarosław Boberek, Kamil Pękala |
| 11  | Duży Wujcio       | W ogródku Treflików ląduje tajemnicze pudło z Dużym Wujciem co jest powodem zmartwienia Małego Wujcia. Duży Wujcio nie wzbudza zaufania domowników. Przerażony Mały Wujcio opowiada dzieciom o swoich przypuszczeniach dotyczących wizyty Dużego Wujcia. Wszystko dobrze się kończy, do walki z czarnym charakterem staje Pani Kura. | "Domki sprzedaje" muzyka: Andrzej Krauze, słowa: Piotr Dumała, wykonanie: Grzegorz Pawlak, Lucjan Sierpowicz – trąbka, Maria Kozłów-Ratke – skrzypce, Robert Słucki – gitara klasyczna „Pani kura” muzyka: Andrzej Krauze, słowa: Piotr Dumała, wykonanie: Karolina Trębacz-Mazurkiewicz, Joanna Jabłczyńska, Magdalena Różczka, Jarosław Boberek, Cezary Kwieciński, Kamil Pękala, Anita Rywalska-Sosnowska, Lucjan Sierpowicz – trąbka, Robert Słucki – gitara klasyczna                                              |
| 12  | Sami w domu       | Mamusia Treflików wyjeżdża na obóz sportowy. Tatuś w tej niecodziennej sytuacji stara się dzieciom umilić czas proponując wiele atrakcji, ale one mają inne pomysły na spędzenie czasu. Zanim zaczną zabawę na całego, tata prosi o uprzątnięcie sztangi. Zadanie okazuje się ponad siły nie tylko Treflików. Całe towarzystwo wyciąga wnioski na temat regularnego uprawiania sportów.                                                   | "Na fitnesie" muzyka: Andrzej Krauze, słowa: Piotr Dumała, wykonanie: Karolina Trębacz-Mazurkiewicz, Joanna Jabłczyńska, Lucjan Sierpowicz – trąbka, Karolina Krauze – tuba „Treningu epidemia” muzyka: Andrzej Krauze, słowa: Piotr Dumała, wykonanie: Karolina Trębacz-Mazurkiewicz, Joanna Jabłczyńska, Magdalena Różczka, Jarosław Boberek, Cezary Kwieciński, Agnieszka Babicz, Sasza Reznikow, Tomasz Gregor, Magdalena Smug-Wołek                                                                                |
| 13  | Przepis na ciasto | Mama Treflików ma imieniny, Treflinka i Treflik chcą samodzielnie przygotować dla niej ciasto. Niespodzianka się dzieciom nie udaje. Okazuje się jednak, że mimo niepowodzenia ich planu, mamusia oraz cała rodzina spędzi radosne chwile przy stole pełnym imieninowych pyszności. | „Plan to dobra rzecz” muzyka: Andrzej Krauze, słowa: Piotr Dumała, wykonanie: Joanna Jabłczyńska, Karolina Trębacz-Mazurkiewicz, Robert Słucki – gitara akustyczna „Życie odbywa się bez planu” muzyka: Andrzej Krauze, słowa: Piotr Dumała, wykonanie: Joanna Jabłczyńska, Karolina Trębacz-Mazurkiewicz, Magdalena Różczka, Agnieszka Babicz, Sasza Reznikow, Tomasz Gregor, Maria Kozłów-Ratke – skrzypce |

## III sezon
| Nr | Tytuł odcinka | Opis fabuły odcinka | Piosenki w odcinku |
| -- | ------------- | --- | --- |
| 1  | Kłamstewko    | Treflik dostaje od mamy odpowiedzialne zadanie: ma dostarczyć misiowi maszyniście prezent dla dziadka, przebywającego w sanatorium. Treflik jest bardzo podekscytowany powierzonym mu zadaniem. Niestety, po drodze zagaduje się ze swoim kolegą Gondusiem i nie dociera na stację o czasie.                            | Ech moje banjo tekst: Patrycja Wojtkowiak-Skóra, muzyka: Andrzej Krauze, wykonanie: Sasza Reznikow, Szymon Białek, Karolina Krauze, Andrzej Krauze Kłamstwo krótkie nóżki ma tekst: Patrycja Wojtkowiak-Skóra, muzyka: Andrzej Krauze, wykonanie: Karolina Trębacz, Szymon Białek, Karolina Krauze, Andrzej Krauze |
| 2  | Dziki zachód  | Treflik zwierza się siostrze i przyjaciołom, że ma ukryte marzenie. Chciałby spotkać Indian. Dzięki czarom Wujcia grupa przyjaciół udaje się na Dziki Zachód. | Marzenia Treflika tekst: Julia Opawska, muzyka: Andrzej Krauze, wykonanie: Karolina Trębacz, Tomasz Dziakun, Julia Ziętek, Tomasz Pozorski, Kamila Pietrzak, Szymon Białek, Andrzej Krauze O czym marzy Treflik? tekst: Julia Opawska, muzyka: Andrzej Krauze, wykonanie: Joanna Jabłczyńska, Krzysztof Kowalski, Sasza Reznikow, Grzegorz Pawlak, Szymon Białek, Andrzej Krauze |
| 3  | Przyjaźń      | Treflik buduje domek z klocków. Niestety Treflinka przez przypadek niszczy cały wysiłek, czym złości Treflika. Zaistniałą sytuację próbuje załagodzić Wujcio, jednak chłopiec odgrywa się na nim, mówiąc, że domek, w którym mieszka jest brzydki. Wujcio urażony tym stwierdzeniem postanawia wrócić na swoją planetę. | Trefliku, jeśli mnie lubisz tekst: Julia Opawska, muzyka: Andrzej Krauze, wykonanie: Cezary Kwieciński, Kamila Pietrzak, Andrzej Krauze Mieć przyjaciela tekst: Julia Opawska, muzyka: Andrzej Krauze, wykonanie: Karolina Trębacz-Mazurkiewicz, Joanna Jabłczyńska, Cezary Kwieciński, Andrzej Krauze |
| 4  | Duch          | Dzieci udają się do domu Cioci, aby przynieść jej latającą miotłę. Docierając na miejsce, odkrywają przerażające sytuacje, które dzieją się w domu Cioci. | Rano wstawać tekst: Julia Opawska, muzyka: Andrzej Krauze, wykonanie: Karolina Trębacz-Mazurkiewicz, Joanna Jabłczyńska, Andrzej Krauze Duszek jestem tekst: Julia Opawska, muzyka: Andrzej Krauze, wykonanie: Agnieszka Babicz, Andrzej Krauze |
| 5  | Gra           | Tatuś, nie chcąc grać samemu w kółko i krzyżyk konstruuje specjalną maszynę. Cieszy się ona dużą popularnością wśród przyjaciół Treflików. O jej sławie słyszano również na innych planetach. Nie znoszący porażek Lord Wiader przylatuje specjalnie, aby się z nią zmierzyć.                                           | Maszyna tekst: Julia Opawska, muzyka: Andrzej Krauze, wykonanie: Jarosław Boberek, Agnieszka Babicz, Sasza Reznikow, Krystyna Tkacz, Tomasz Gregor, Kamil Pękała, Karolina Krauze, Andrzej Krauze Gra się liczy tekst: Julia Opawska, muzyka: Andrzej Krauze, wykonanie: Karolina Trębacz-Mazurkiewicz, Joanna Jabłczyńska, Cezary Kwieciński, Agnieszka Babicz, Sasza Reznikow, Krystyna Tkacz, Tomasz Gregor, Kamil Pękała, Karolina Krauze, Andrzej Krauze                                                                         |
| 6  | Śmieci        | Dzieci po zabawie nie sprzątają nagromadzonych śmieci. Odwlekają wykonanie tego zadania, aż śmieci dowodzone przez plastikową torbę przejmują władzę nad parkiem. Niestety, zarówno czary Wujcia, jak i Cioci nie rozwiązują problemu.                                                                                  | Do boju śmieci tekst: Julia Opawska, muzyka: Andrzej Krauze, wykonanie: Karolina Trębacz-Mazurkiewicz, Joanna Jabłczyńska, Jarosław Boberek, Krystyna Tkacz, Sasza Reznikow, Kamil Pękala, Anita Rywalska-Sosnowska, Lucjan Sierpowicz, Andrzej Krauze Zakładajmy rękawice tekst: Julia Opawska, muzyka: Andrzej Krauze, wykonanie: Karolina Trębacz-Mazurkiewicz, Joanna Jabłczyńska, Jarosław Boberek, Krystyna Tkacz, Sasza Reznikow, Kamil Pękala, Anita Rywalska-Sosnowska, Aleksandra Meller, Lucjan Sierpowicz, Andrzej Krauze |
| 7  | Syrenka       | Tatuś w swojej pracowni buduje połączenie z oceanem. Wyskakuje z niego Syrena Bożena, która chce zamieszkać z Treflikami, oferując im w zamian swój śpiew. Jednak syrenka śpiewa bardzo głośno i niezbyt czysto. | Kiedy noc ciemna tekst: Julia Opawska, muzyka: Andrzej Krauze, wykonanie: Kamil Pękała, Andrzej Krauze Smutki, smuteczki tekst: Julia Opawska, muzyka: Andrzej Krauze, wykonanie: Anita Rywalska-Sosnowska, Andrzej Krauze |
| 8  | Oj boli!      | Dzieci bawią się w berka, w trakcie zabawy Treflik upada, raniąc sobie kolano. W ferworze zabawy zupełnie tego nie zauważa. Dopiero po powrocie do domu dostrzega ranę, twierdzi, że bardzo go boli i wpada w histerię.                                                                                                 | Berek tekst: Bartosz Wierzbięta, muzyka: Andrzej Krauze, wykonanie: Karolina Trębacz-Mazurkiewicz, Joanna Jabłczyńska, Jarosław Boberek, Aleksandra Meller, Andrzej Krauze Boli tekst: Bartosz Wierzbięta, muzyka: Andrzej Krauze, wykonanie: Karolina Trębacz-Mazurkiewicz, Joanna Jabłczyńska, Cezary Kwieciński, Andrzej Krauze |
| 9  | Smog          | Treflinki podczas obiadu dostrzegają, że za oknem unosi się smog. Postanawiają sprawdzić, co jest jego źródłem. | Mgła tekst: Julia Opawska, muzyka: Andrzej Krauze, wykonanie: Jarosław Boberek, Andrzej Krauze Czyste powietrze tekst: Julia Opawska, muzyka: Andrzej Krauze, wykonanie: Karolina Trębacz-Mazurkiewicz, Joanna Jabłczyńska, Andrzej Krauze |
| 10 | Fortepian     | Treflik wygrywa na loterii fortepian. Jest bardzo podekscytowany tym, że otrzymał taką nagrodę. Jednak żeby zagrać koncert jest przed nim ciężka praca. | Ach te nutki tekst: Julia Opawska, muzyka: Andrzej Krauze, wykonanie: Anita Rywalska-Sosnowska, Joanna Jabłczyńska, Magdalena Różczka, Jarosław Boberek, Agnieszka Babicz, Sasza Reznikow, Tomasz Diakun – skrzypce, Julia Ziętek – skrzypce, Tomasz Pozorski – altówka, Kamila Pietrzak – wiolonczela, Andrzej Krauze Sukces tekst: Julia Opawska, muzyka: Andrzej Krauze, wykonanie: Krystyna Tkacz (Ciotka) |
| 11 | Kwiat paproci | Dzieci wpadają na ryzykowny pomysł. Postanawiają w nocy wybrać się do lasu w poszukiwaniu kwiatu paproci, który rzekomo ma przynieść im szczęście. Wujcio uważa, że to zbyt niebezpieczne. | Koniczynka tekst: Julia Opawska, muzyka: Andrzej Krauze, wykonanie: Joanna Jabłczyńska, Tomasz Diakun, Tomasz Pozorski, Karolina Krauze, Andrzej Krauze Słodka rodzina tekst: Julia Opawska, muzyka: Andrzej Krauze, wykonanie: Karolina Trębacz, Joanna Jabłczyńska, Kamil Pękala, Karolina Krauze, Andrzej Krauze |
| 12 | Perełka       | Treflinka przez nieuwagę upuszcza do oceanu perełkę, która była prezentem dla babci. Wraz z Wujciem postanawiają ją odzyskać. | Perełka tekst: Julia Opawska, muzyka: Andrzej Krauze, wykonanie: Joanna Jabłczyńska, Andrzej Krauze Prezent tekst: Julia Opawska, muzyka: Andrzej Krauze, wykonanie: Katarzyna Wojasińska, Andrzej Krauze |
| 13 | Obcy          | Dzieci w parku spotykają stworzenie, którego wygląd i zachowanie znacznie odbiega od innych. Postanawiają się z nim zaprzyjaźnić. Obcy jednak dziwnie się zachowuje. | Cuda opowiada tekst: Julia Opawska, muzyka: Andrzej Krauze, wykonanie: Karolina Trębacz-Mazurkiewicz, Aleksandra Meller, Andrzej Krauze Różności tekst: Julia Opawska, muzyka: Andrzej Krauze, wykonanie: Karolina Trębacz-Mazurkiewicz, Cezary Kwieciński, Aleksandra Meller, Szymon Białek, Andrzej Krauze |

## IV sezon
| Nr | Tytuł odcinka      | Opis fabuły odcinka | Piosenki w odcinku |
| -- | ------------------ | --- | --- |
| 1  | Chińszczyzna       | W domu Treflików odbywa się wielkie gotowanie orientalnych potraw. Tatuś zaprasza wszystkich na chińszczyznę, jednak Treflik nie jest przekonany do próbowania nowych rzeczy. Wujcio zabiera dzieci w podróż do dalekiego Wschodu, gdzie poznają gościnną Pandę i nieznane dotąd potrawy.                                            | Wszyscy tutaj język mają tekst: Julia Opawska, muzyka: Karolina Trębacz, Joanna Jabłczyńska, Jarosław Boberek, Magdalena Różczka, Andrzej Krauze, Gotować, parować tekst: Julia Opawska, muzyka: Tomasz Gregor, Andrzej Krauze |
| 2  | Ale kino           | W Treflikowie odbywają się zdjęcia do nowego filmu. Na plan filmowy do parku przyjeżdża prawdziwa ekipa filmowa i słynny aktor. Wszyscy mieszkańcy są bardzo podekscytowani i marzą o tym, by zagrać rolę w filmie. | Film kręcą tekst: Julia Opawska, muzyka: Agnieszka Babicz, Sasza Reznikow, Anita Rywalska, Kamil Pękala, Karolina Trębacz, Joanna Jabłczyńska, Jarosław Boberek, Magdalena Różczka, Tomasz Gregor, Krystyna Tkacz, Andrzej Krauze, Lucjan Sierpowicz, Marcin Janek Film nakręćmy tekst: Julia Opawska, muzyka: Karolina Trębacz, Joanna Jabłczyńska, Cezary Kwieciński, Jarosław Boberek, Agnieszka Babicz, Sasza Reznikow, Anita Rywalska, Kamil Pękala, Aleksandra Meller, Tomasz Gregor, Grzegorz Pawlak, Andrzej Krauze |
| 3  | Pułapka            | Kura wyjeżdża z Treflikowa, a Mały Wujcio chowa się w obawie przed wizytą Dużego Wujcia pod jej nieobecność. Dzieci szykują pułapkę na niechcianego gościa, ale same w nią wpadają. | Na włochatego potwora tekst: Julia Opawska, muzyka: Karolina Trębacz, Joanna Jabłczyńska, Cezary Kwieciński, Aleksandra Meller-Ostrowska, Andrzej Krauze Bo w każdego serca głębi tekst: Julia Opawska, muzyka: Tomasz Gregor, Andrzej Krauze, Lucjan Sierpowicz, Szymon Białek |
| 4  | Kolekcjoner        | Treflik znajduje siatkę na motyle i łapie pierwsze zwierzątko do swojej kolekcji. W nocy ma sen, w którym poznaje Wielkiego Kolekcjonera Owadów. Kolekcjoner wyzywa Treflika na pojedynek o złapanie największego motyla w kolekcji.                                                                                                 | Schwytam ważkę tekst: Julia Opawska, muzyka: Karolina Trębacz, Andrzej Krauze Owady kochane tekst: Julia Opawska, muzyka: Karolina Trębacz, Grzegorz Pawlak, Andrzej Krauze |
| 5  | Morele             | W ogródku Treflików dojrzewają piękne morele. Wszyscy z niecierpliwością oczekują aż owoce dojrzeją. Jednak pewnego dnia zastają drzewko z oberwanymi morelami… | Morele tekst: Julia Opawska, muzyka: Karolina Trębacz-Mazurkiewicz, Joanna Jabłczyńska, Anita Rywalska-Sosnowska, Krystyna Tkacz, Aleksandra Meller-Ostrowska, Andrzej Krauze Dzielmy się tekst: Julia Opawska, muzyka: Karolina Trębacz-Mazurkiewicz, Joanna Jabłczyńska, Cezary Kwieciński, Anita Rywalska-Sosnowska, Aleksandra Meller-Ostrowska, Cezary Kwieciński, Andrzej Krauze, Karolina Krauze |
| 6  | Wieczór z Ciocią   | Rodzice Treflików wybierają się do teatru na spektakl. Dzieci zostają z Ciocią, która miała się nimi opiekować, ale role się odwracają, gdy tej się przysypia. Trefliki z pomocą Wujcia muszą stawić czoła niebezpieczeństwom. | Zabawa wszech czasów tekst: Julia Opawska, muzyka: Karolina Trębacz-Mazurkiewicz, Joanna Jabłczyńska, Aleksandra Meller-Ostrowska, Andrzej Krauze, Iwan Szmigielski, Karolina Krauze Dobrze dla kogoś coś zrobić tekst: Julia Opawska, muzyka: Karolina Trębacz-Mazurkiewicz, Joanna Jabłczyńska, Cezary Kwieciński, Aleksandra Meller-Ostrowska, Jarosław Boberek, Andrzej Krauze, Iwan Szmigielski, Karolina Krauze |
| 7  | Wehikuł czasu      | Tatuś pracuje nad nowym wynalazkiem – maszyną do podróży w czasie. Dzieci zostają same w pracowni i przez poślizgnięcie się na skórce od banana uruchamiają maszynę i przenoszą się do przyszłości. | Daleko do domu tekst: Julia Opawska, muzyka: Karolina Trębacz-Mazurkiewicz, Joanna Jabłczyńska, Andrzej Krauze Guziczków nie tykaj tekst: Julia Opawska, muzyka: Karolina Trębacz-Mazurkiewicz, Joanna Jabłczyńska, Magdalena Różdżka, Jarosław Boberek, Anita Rywalska, Andrzej Krauze |
| 8  | Królewna           | Rodzinę Treflików odwiedza Król, Królowa i Królewna. Nowa postać budzi zainteresowanie i zachwyt wśród mieszkańców Treflikowa. Dzieci zapraszają królewnę do wspólnej zabawy na podwórku. | Królewna tekst: Julia Opawska, muzyka: Karolina Trębacz-Mazurkiewicz, Joanna Jabłczyńska, Aleksandra Meller-Ostrowska, Andrzej Krauze Taka piękna taka ważna tekst: Julia Opawska, muzyka: Joanna Jabłczyńska, Aleksandra Meller-Ostrowska, Magdalena Smuk-Wolak, Andrzej Krauze, Iwan Szmigielski |
| 9  | Rysunek            | Prince Kong zabiera Treflika i Treflinkę do jaskini, w której odnajdują prehistoryczne malowidła naskalne. Goryl bardzo chciałby zostać artystą i wykonać takie dzieło, które pozostanie na wiele lat, dlatego uczy się rysować. | Cuda cudeńka tekst: Julia Opawska, muzyka: Karolina Trębacz, Joanna Jabłczyńska, Grzegorz Pawlak, Andrzej Krauze, Lucjan Sierpowicz Maluję sobie tekst: Julia Opawska, muzyka: Tomasz Gregor, Andrzej Krauze, Karolina Krauze |
| 10 | Magiczna czapeczka | Kot Rudolf marzy o tym, by móc umieć czarować i spełniać swoje wszystkie zachcianki. Wujciowi ginie jego magiczna czapeczka, a w Treflikowie zaczynają dziać się bardzo dziwne rzeczy. | Czary mary tekst: Julia Opawska, muzyka: Kamil Pękała, Andrzej Krauze, Iwan Szmigielski, Karolina Krauze Magiczna czapeczka tekst: Julia Opawska, muzyka: Kamil Pękała, Andrzej Krauze, Iwan Szmigielski – skrzypce, Karolina Krauze – akordeon |
| 11 | Księżyc            | Treflik i Treflinka podziwiają niebo w gwieździstą noc. Treflik marzy o księżycu na własność. Wujcio nie może spełnić życzenia Treflika, ale zabiera go w podróż po kosmosie. | Gwiazdy, gwiazdeczki tekst: Julia Opawska, muzyka: Joanna Jabłczyńska, Cezary Kwieciński, Teodora Mazurkiewicz, Maja Strzedzińska, Andrzej Krauze Wujciem jestem malutkim tekst: Julia Opawska, muzyka: Cezary Kwieciński, Andrzej Krauze, Karolina Krauze |
| 12 | Olimpiada          | Dzieci zostają same w domu. Wraz z Wujciem i Gondusiem postanawiają zorganizować olimpiadę. Kto zdobędzie najwięcej medali? | Olimpiada, olimpiada tekst: Bartosz Wierzbięta, muzyka: Karolina Trębacz-Mazurkiewicz, Joanna Jabłczyńska, Cezary Kwieciński, Andrzej Krauze, Karolina Krauze Kiedy marzy ci się sukces tekst: Bartosz Wierzbięta, muzyka: Karolina Trębacz-Mazurkiewicz, Joanna Jabłczyńska, Andrzej Krauze, Szymon Białek |
| 13 | Warto czytać       | Treflik i Treflinka chorują na ospę i muszą zostać w domu. Wszyscy proponują dzieciom zajęcia, które wymagają umiejętności czytania, a to nie idzie im jeszcze zbyt dobrze. Wujcio zabiera zniechęcone Trefliki do świata książek, magii i wyobraźni, by przekonały się, że warto umieć czytać, by móc odkryć tyle ciekawych rzeczy. | Warto czytać tekst: Patrycja Wojtkowiak-Skóra, muzyka: Cezary Kwieciński, Tomasz Diakun, Julia Ziętek, Tomasz Pozorski, Kamila Pietrzak, Andrzej Krauze Recytatyw królewski tekst: Patrycja Wojtkowiak-Skóra, muzyka: Karolina Trębacz, Joanna Jabłczyńska, Cezary Kwieciński, Andrzej Krauze |

## V sezon[28]
| Nr | Tytuł Odcinka  | Opis Fabuły Odcinka |
| -- | -------------- | --- |
| 1  | Niewidka       | Treflik chciałby w spokoju czytać swoją ulubioną książkę, ale każdy coś od niego chce. Marzy mu się czapka niewidka, by móc w spokoju oddać się lekturze. Ciocia wyczarowuje magiczną czapkę, jednak do akcji dołączają także jej sobowtóry, co sprawia, że w domu Rodziny Treflików robi się niemałe zamieszanie…                                                              |
| 2  | Myszka         | Treflinka postanawia mieć zwierzątko. Bez zgody rodziców sprowadza do domu myszkę. Myszka gubi się dziewczynce, a ta po długich poszukiwaniach stwierdza, że zwierzątko musiało wrócić na dwór. Po jakimś czasie okazuje się, że myszka się nie wyprowadziła i do tego nie jest już sama... Rodzinka musi poradzić sobie z nowymi lokatorami.                                   |
| 3  | Majster Klepka | Dzieci znajdują na wysypisku śmieci stary gramofon. Wujcia martwi ilość śmieci na wysypisku, które mogłyby jeszcze komuś posłużyć. Dzieci postanawiają naprawić gramofon, by nie dopadła go rdza. Zmotywowane powodzeniem nadają nowe życie jeszcze innym wyrzuconym przedmiotom.                                                                                               |
| 4  | Wielki Apetyt  | Trefliki wybierają się na piknik z przyjaciółmi. Z dziećmi jest też Królewna, która przyłącza się do poczęstunku. Nie myśląc jednak o innych osobach próbuje wszystkich przygotowanych przysmaków, nadgryzając je tylko. Dzięki Wujciowi Królewna uczy się, że jedzenie trzeba szanować.                                                                                        |
| 5  | Cezar          | W Treflikowie pojawia się Cezar, tajemniczy kogut, który przybywa do miasta z ogromną, drewnianą skrzynią. Wypytuje Trefliki o jaskinie i trudno dostępne miejsca w miasteczku. Cezar zakochuje się jednak od pierwszego wejrzenia w Pani Kurze i zapomina o swoim zadaniu. W mieście odbywa się wielkie wesele. Po ślubie okazuje się, że Cezar jednak skrywa jakąś tajemnicę… |
| 6  | Moje drzewo    | Podczas nieobecności Mamusi i Treflinki Duży Wujcio planuje wycinkę treflikowego lasu, by móc się na nim wzbogacić. To byłaby ogromna strata dla całego miasteczka. Treflik i Gonduś starają się mu przeszkodzić. Przy pomocy Małego Wujcia odnoszą sukces |
| 7  | Koszykówka     | Pan Jareczek i Tatuś budują boisko do gry w koszykówkę, które znajduje mnóstwo fanów. Wszyscy mieszkańcy biorą udział w losowaniu składów drużyn, których liderami zostają Treflik i Gonduś. Treflik jest smutny, bo jego drużyna jest dużo słabsza, niż przeciwników. Postanawia znaleźć inny sposób na wygraną, nie do końca uczciwy.                                         |
| 8  | Straszny dwór  | Rodzice wybierają się do opery na „Straszny Dwór”. Treflik, mimo braku zgody rodziców, postanawia zobaczyć widowisko. Dla niepoznaki przebiera się za wujcia, co okaże się dla niego zgubne. |
| 9  | Prawda         | Ktoś zniszczył plac zabaw, ale nikt nie przyznaje się do winy. Odbywa się dochodzenie w celu znalezienia sprawcy. Każdy opowiada swoją wersje z dnia, w którym miało miejsce zdarzenie. |
| 10 | Poetą Być      | Wszyscy mieszkańcy Treflikowa przygotowują się do występów podczas Festiwalu Piosenki Aktorskiej. Podczas przeglądu wszystkich wykonawców okazuje się, że Pani Kura, choć bardzo pragnie wystąpić, ma ogromną tremę. |
| 11 | Miłość         | Treflinka znajduje laurkę z serduszkiem pod swoim łóżkiem. Próbuje znaleźć autora laurki. Tymczasem miłość czuć w powietrzu w całym Treflikowie. |
| 12 | Hop Lekarstwo  | Treflik jest chory i wszyscy starają się go rozpieszczać, by umilić mu ten trudny czas. Treflinka jest zazdrosna o brak uwagi, a Treflik chciałby być zdrowy, żeby nie leżeć w łóżku. Dzieci postanawiają zamienić się miejscami. |